# Бэтвумен
Бэтву́мен (англ. Batwoman), настоящее имя — Кетрин (Кейт) Кейн (англ. Katherine "Kate" Kane) — супергероиня комиксов издательства DC Comics. Во всех своих версиях Кейт — богатая наследница, которая вдохновляется Бэтменом и выбирает, как и он, супергеройскую стезю.
Бэтвумен была создана писателем Эдмондом Гамильтоном и художником Шелдоном Молдофом для увеличения количества второстепенных персонажей в комиксах Бэтмена. Её первое появление состоялось в 233 номере DC Comics (1956), в котором она была введена в качестве любовного интереса Бэтмена, дабы опровергнуть подозрения в его гомосексуальности. Когда Джулиус Шварц стал редактором связанных с Бэтменом комиксов, он удалил всех несущественных персонажей, включая Бэтвумен, Бэтгёрл, Бэт-Майта и Бэт-собаку. Позже, в 1985 году в ограниченной серии комиксов «Crisis on Infinite Earths» выяснилось, что Бэтвумен никогда не существовало, в то время, как её альтер-эго Кэти Кейн продолжало иногда упоминаться в комиксах.
После долгого отсутствия, Бэтвумен вновь была введена во вселенную DC в 2006 году, появилась она на седьмой неделе в ограниченной серии комиксов под названием «52», которая выходила каждую неделю в течение года. Переосмысленная как Кейт Кейн, современная Бэтвумен начала свою историю в Готэме в отсутствие Бэтмена. Современная Бэтвумен была переосмыслена и написана как женщина еврейского происхождения и лесбиянка, в стремлении DC разнообразить своих персонажей и быть ближе к современной читательской аудитории. После своего перерождения, описанная как высококвалифицированный боец, принадлежащая к ЛГБТ сообществу, Бэтвумен привлекла широкое внимание СМИ, а также критику и похвалу от читателей.
С 2009 по 2010 год Бэтвумен заменила Бэтмена в качестве основного персонажа в Детективных комиксах. Позже она получила свою собственную сольную линейку, которая входила в перезапуск комиксной вселенной DC, The New 52. После отмены линейки, персонаж вернулась в Детективные Комиксы, а после очередной перезагрузки вселенной, под названием DC Rebirth, она вновь получила сольную линейку комиксов, которая стартовала в 2017 году.

## История публикаций

### Кэти Кейн (1956—1979)

Детективные комиксы № 233 первое появление Бэтвумен

Кэти Кейн в основном ассоциируется с серебряным веком комиксов. Она была одним из первых членов Бэт-семьи. После того, как семейная фишка получила успех в комиксах о Супермене, редактор комиксов о Бэтмене Джек Скифф, предложил Бобу Кейну создать одного для Бэтмена. Для воплощения этой идеи первой была выбрана женщина, чтобы погасить подозрения в гомосексуальности Бэтмена и первого Робина, Дика Грейсона. Кети Кейн и её альтер эго Бэтвумен впервые появились в 233 номере Детективных Комиксов (июль 1956). В своём первом появлении Бэтвумен была представлена как женский аналог Бэтмена в борьбе против преступности. У неё была своя бэт-пещера и стереотипно-феминное оружие такое как губная помада, пудра, браслеты и сетка для волос. Бэтвумен регулярно появлялась на страницах Бэтмена и Детективных Комиксах вплоть до ранних шестидесятых годов. Хотя фанатские письма и указывали на то, что Бэтвумен полюбилась им, редактор Джулиус Шварц решил, что она и другие связанные с Бэтменом персонажи будут неуместны в его новом видении персонажа Бэтмена и направлении в котором он решил развивать Бэт-вселенную.

## Вне комиксов

### Телевидение
- Первое появление состоялась телесериале Иные миры качестве камео роль бэтвумэн сыграла Руби Роуз

С октябрь 2019 года вышел сольный телесериал Бэтвумен роль Бэтвумен снова сыграла Руби Роуз